# Chiesa di Nostra Signora dell'Assunzione (Èze)
La chiesa di Nostra Signora dell'Assunzione di Èze (Notre-Dame de l'Assomption d'Èze) è una chiesa di stile neoclassico del XVIII secolo dedicata all'assunzione di Maria. L'edificio è stato classificato come monumento storico di Francia nel 1984.

## Storia
La chiesa è stata ricostruita su una precedente struttura che era crollata fra il 1764 e il 1778 dall'architetto italiano Antonio Spinelli su richiesta del duca Carlo Emanuele III di Savoia e fu consacrata il 17 maggio 1779.
La torre dell'orologio fu edificata nel XIX secolo e fu più volte distrutta da incendi che fecero sparire la cupola originaria. Il colore blu sul quadrante dell'orologio richiama il colore della Vergine.

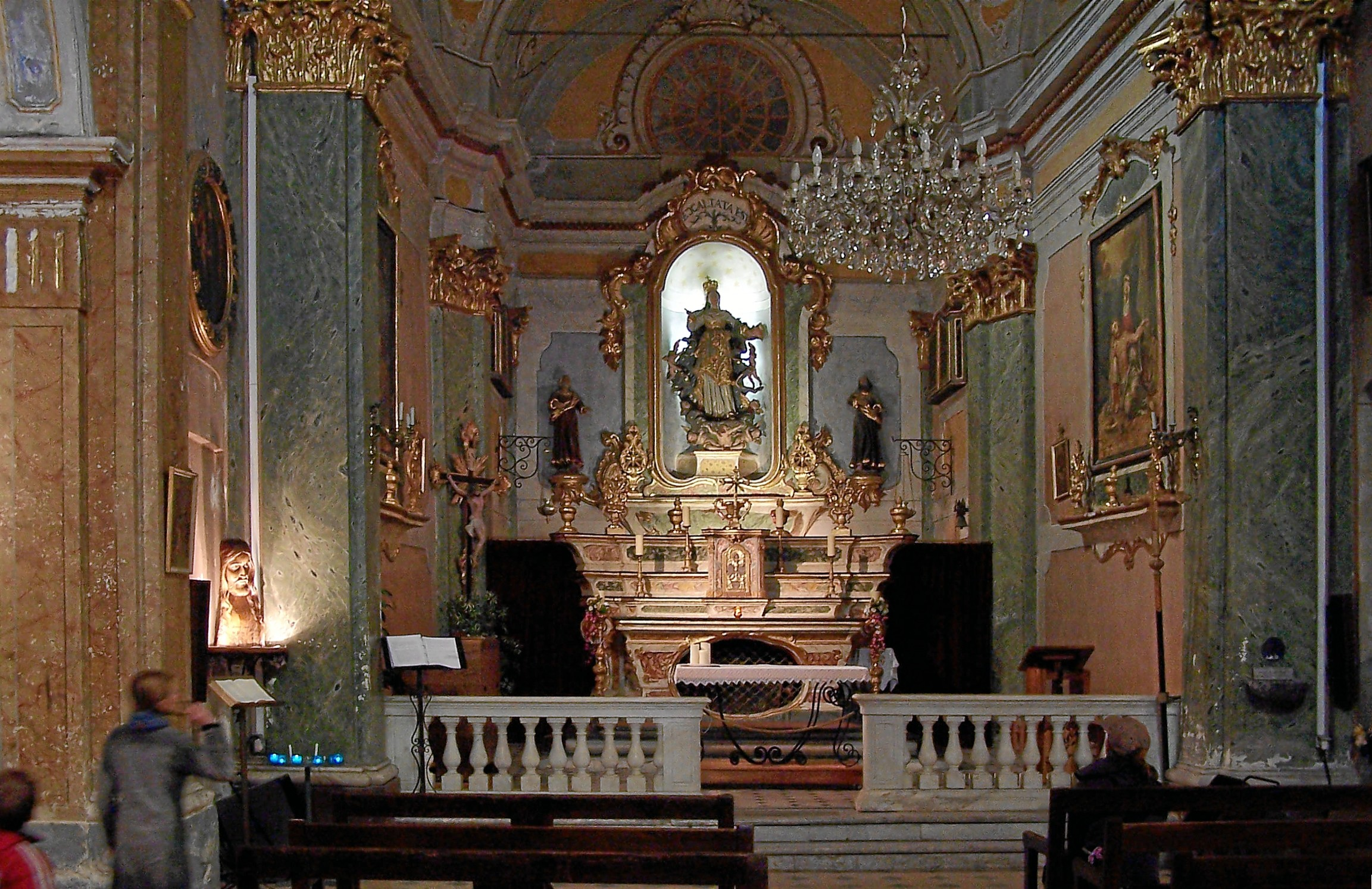
L'altare barocco di Nostra Signora dell'Assunzione

L'aspetto neoclassico della facciata della chiesa contrasta con l'interno barocco.

## Architettura
La facciata ocra è di stile neoclassico ad eccezione del rosone centrale e di due doppie colonne greche che terminano con capitelli di stile corinzio.

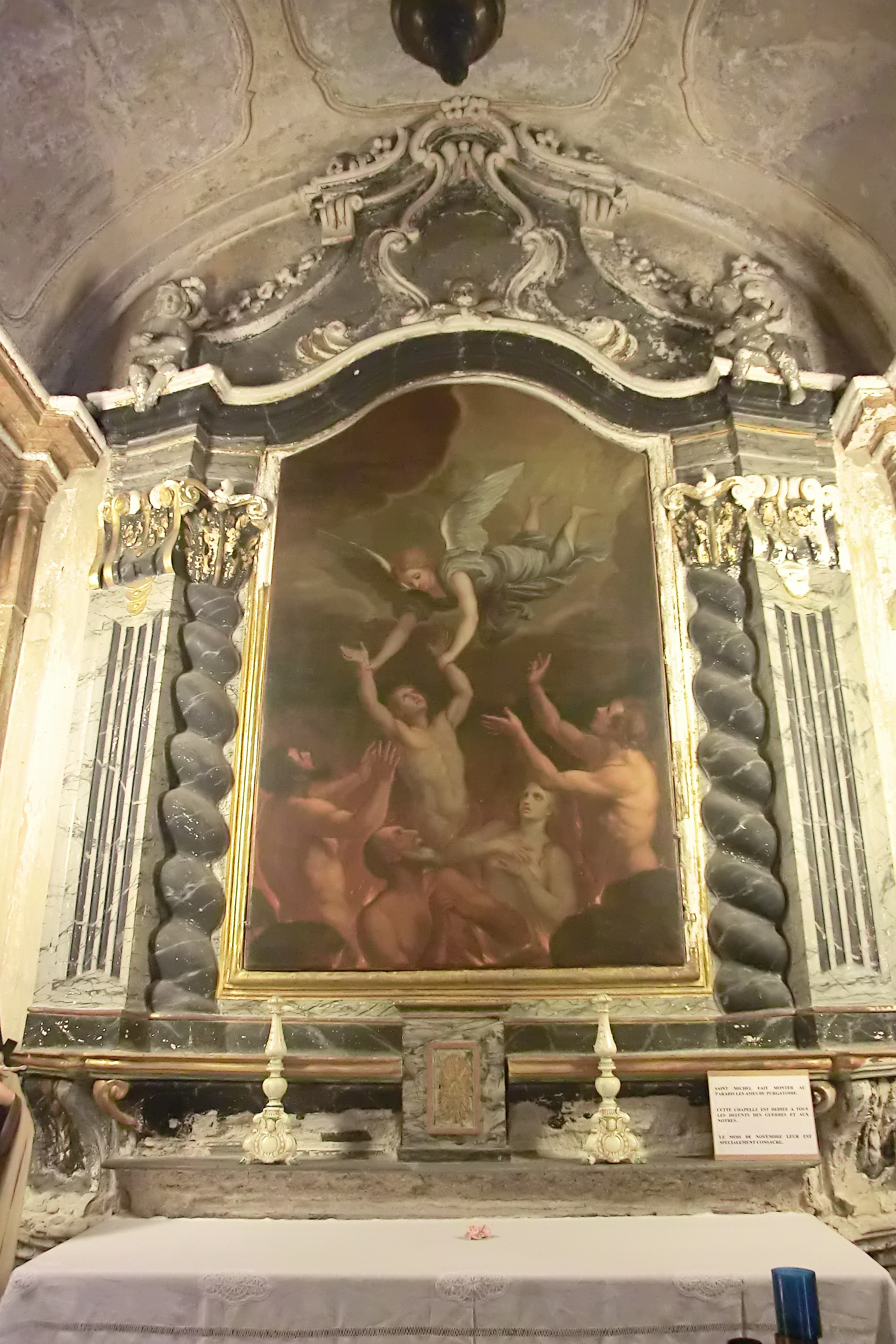
La cappella laterale dedicata a San Michele e ai caduti in guerra. San Michele è rappresentato nell'atto di prelevare le anime dal Purgatorio per portarle in Paradiso.

Una unica navata di stile barocca è ritmata da cappelle laterali riccamente decorate.